# Lantoniaina Ramalalanirina
Lantoniaina Ramalalanirina, née le 12 avril 1977, est une athlète malgache.

## Biographie
Lantoniaina Ramalalanirina remporte la médaille d'argent du relais 4 x 100 mètres aux championnats d'Afrique d'athlétisme 1993 à Durban. Elle dispute ensuite le relais 4 x 100 mètres aux Jeux olympiques d'été de 1996. Elle remporte à nouveau la médaille d'argent du relais 4 x 100 mètres aux Jeux africains de 1999 à Johannesbourg.
Elle est également championne de Madagascar du 100 mètres en 1996.
Elle est la sœur de l'athlète Nicole Ramalalanirina.

### Palmarès
| Date | Compétition            | Lieu          | Résultat | Épreuve   | Performance |
| ---- | ---------------------- | ------------- | -------- | --------- | ----------- |
| 1993 | Championnats d'Afrique | Durban        | 2e       | 4 x 100 m | 44 s 93     |
| 1999 | Jeux africains         | Johannesbourg | 2e       | 4 x 100 m | 43 s 98     |

### Records
| Épreuve | Épreuve   | Performance | Lieu         | Date             |
| ------- | --------- | ----------- | ------------ | ---------------- |
| 100 m   | Plein air | 11 s 92     | Antananarivo | 3 septembre 1997 |